# Storm the Gates of Hell
Storm the Gates of Hell es el cuarto álbum de estudio del grupo estadounidense de metal alternativo Demon Hunter, lanzado en 2007.
Comenzó en el puesto 85 del Billboard 200, vendiendo aproximaamente 10 500 copias en la primera semana. Fue nominado para un GMA Dove Awards en la 40.ª edición de los Premios GMA Dove.
Se produjo un video musical para «Fading Away» y fue dirigido por Zach Merck, conocido por su trabajo con Shadows Fall. El video tuvo una gran difusión en el programa Headbangers Ball de MTV2. El video musical de «Carry Me Down» también se emitió en MTV2.

## Listado de canciones
| LP original |                           |              |          |  |
| N.º         | Título                    | Música       | Duración |  |
| 1.          | «Storm the Gates of Hell» | Demon Hunter | 2:44     |  |
| 2.          | «Lead Us Home»            | Demon Hunter | 4:24     |  |
| 3.          | «Sixteen»                 | Demon Hunter | 5:18     |  |
| 4.          | «Fading Away»             | Demon Hunter | 4:12     |  |
| 5.          | «Carry Me Down»           | Demon Hunter | 4:32     |  |
| 6.          | «A Thread of Light»       | Demon Hunter | 3:35     |  |
| 7.          | «I Am You»                | Demon Hunter | 4:14     |  |
| 8.          | «Incisión»                | Demon Hunter | 5:04     |  |
| 9.          | «Thorns»                  | Demon Hunter | 4:06     |  |
| 10.         | «Follow the Wolves»       | Demon Hunter | 3:55     |  |
| 11.         | «Fiction Kingdom»         | Demon Hunter | 4:53     |  |
| 12.         | «The Wrath of God»        | Demon Hunter | 4:06     |  |
| 49:03       |                           |              |          |  |

## Créditos
- Chris Carmichael — Ingeniero
- Don Clark — Guitarra
- Ryan Clark — Voz
- Demon Hunter — Compositor
- Jonathan Dunn — Guitarra
- Brandon Ebel — Productor
- Bruce Fitzhugh — Voz
- Greg Keplinger — Batería
- Shaun López —	Productor
- Ethan Luck — Guitarra
- Shane McCauley — Fotografía
- Aaron Mlasko — Batería
- UE Nastasi — Máster
- Tyson Paoletti — A&R
- Will Putney —	Asistente
- Aaron Sprinkle — Productor
- Randy Torres — Edición